# یونایتیل
یونایتیل (انگلیسی: Unitil) شرکت برق آمریکایی است، که در سال ۱۹۸۴ تأسیس شد.